# Huwenowsee
Der Huwenowsee ist ein natürlicher See im Norden des Landes Brandenburg. Er liegt auf dem Gebiet der Gemeinde Sonnenberg im Landkreis Oberhavel. Naturräumlich gehört der Huwenowsee zur Granseer Platte; historisch ist er Teil des Ruppiner Landes.
Der See ist ein gekrümmter Rinnensee und hat ebenso wie verschiedene andere Seen der Umgebung eine west-östliche Ausrichtung. Er erstreckt sich zwischen dem Ortsteil Baumgarten im Westen und dem zur Stadt Gransee gehörenden Ort Meseberg im Osten. Seine Länge beträgt ca. 2,3 km und die Breite schwankt zwischen 140 und 260 m. Er hat eine Fläche von ca. 37 ha. Die durchschnittliche Wassertiefe liegt bei 5–10 m. Die größte Tiefe beträgt 16 m. Der Huwenowsee ist von Laubwald, überwiegend aus Rotbuchen, umgeben und hat steil ansteigende Ufer. Er entwässert über das Niederfließ nach Westen zum Wutzsee und von dort in das Fluss-System des Rhins.
Am östlichen Ufer befindet sich das Schloss Meseberg, das als Gästehaus der deutschen Bundesregierung dient.
Die erste schriftliche Erwähnung fand 1348 als Stagno Gouenow statt. Der Name leitet sich vom altsorbischen Wort *gov’no für 'Mist, Kot' ab.